# Eleocharis quinqueflora
Scirpe pauciflore
Espèce
Classification APG III (2009)
Eleocharis quinqueflora (Éléocharide à cinq fleurs), de nom commun Scirpe pauciflore, est une plante vivace du genre Eleocharis et de la famille des Cyperaceae.

## Description

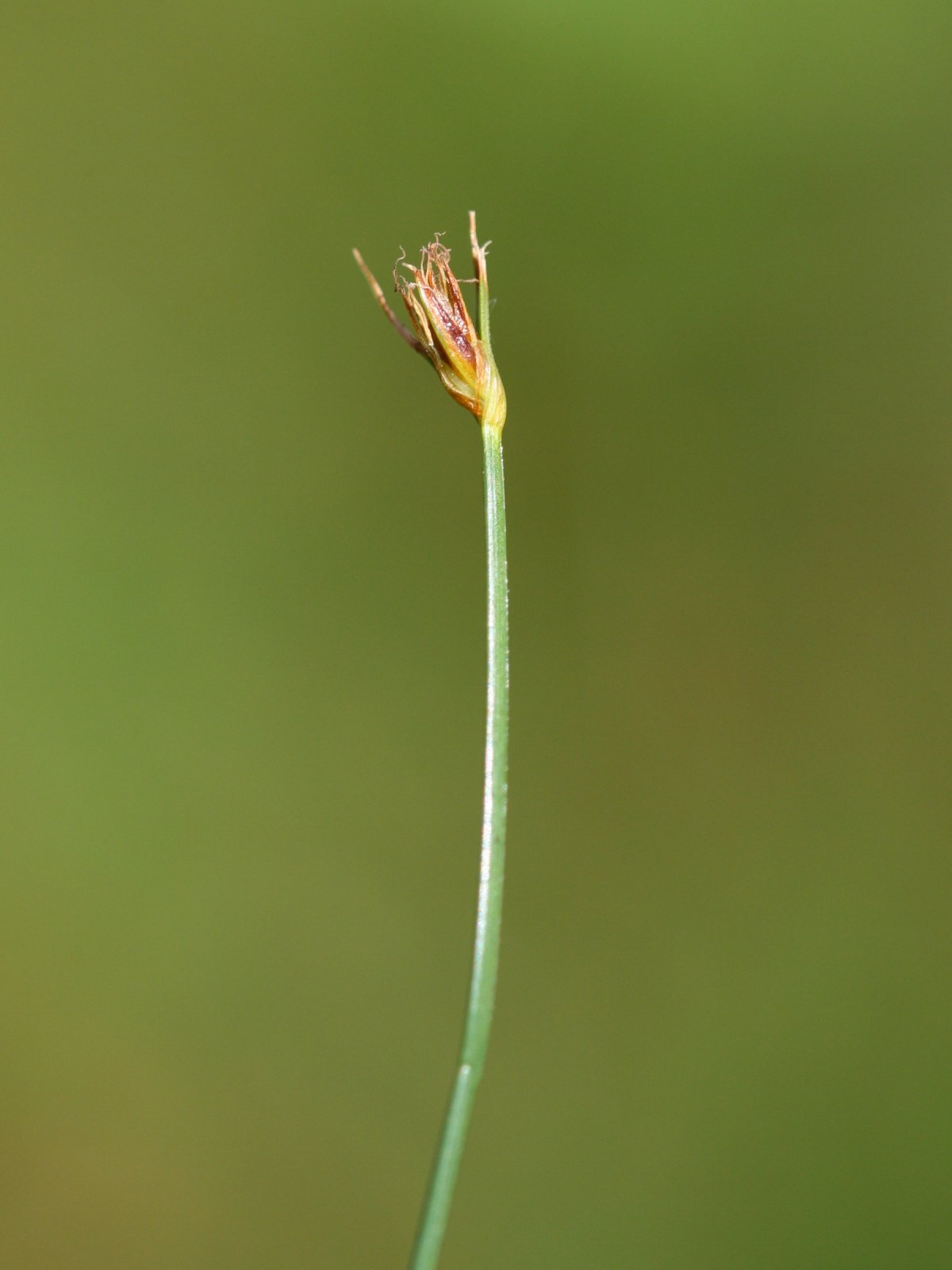
Épillet.

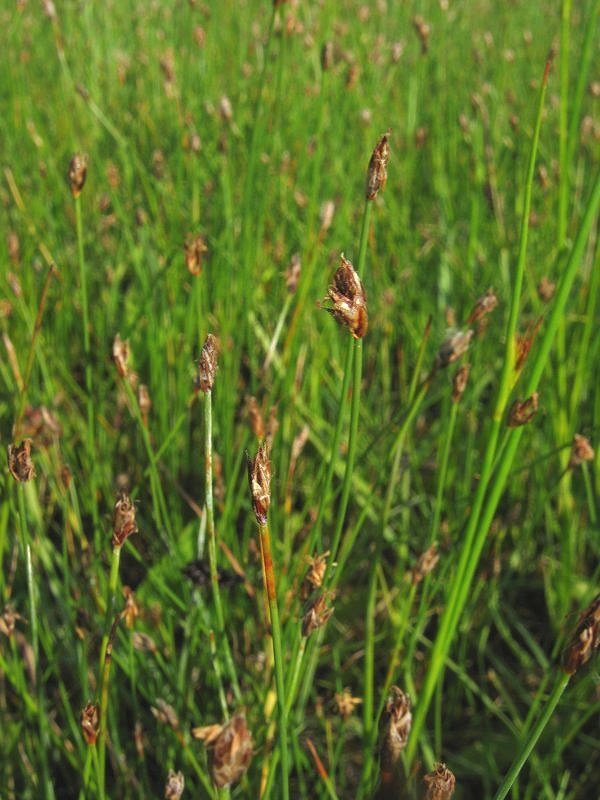
Massif de scirpes pauciflores

### Appareil végétatif
Le scirpe pauciflore a une hauteur maximale de 40 centimètres. Eleocharis quinqueflora présente des rhizomes de 0,2–1 mm d'épaisseur. Les bourgeons au repos sont souvent présents sur les rhizomes, largement à étroitement ovoïdes, de 3–6 (–10) × 2–5 mm. Les feuilles ont les gaines distales foliaires brunes ou rougeâtre. L'apex est souvent rougeâtre. 

### Appareil reproducteur
L'épillet est lancéolé à ovale et mesure moins d'un centimètre de long. Il contient de deux à sept fleurs, chacune étant recouverte d'une bractée brune ou noire. Le fruit est un achène brun-jaune de deux ou trois millimètres de long.

## Habitat
Eleocharis quinqueflora est un résident des prairies humides, des tourbières, des sources chaudes et autres milieux humides. La plante est héliophile.

## Répartition
La plante est originaire d'Europe, d'Amérique du Nord et d'Asie. On retrouve également des populations isolées en Argentine et au Chili.